# كليبر ألكسندر غوميز
كليبر ألكسندر غوميز (7 مايو 1976 في البرازيل – )؛ هو لاعب كرة قدم سابق كان يلعب كمهاجم.

## وصلات خارجية
- كليبر ألكسندر غوميز على موقع رابطة كرة القدم اليابانية للمحترفين (اليابانية)